# جوزيف إيدلبيرج
جوزيف إيدلبيرج (بالعبرية: יוסף אידלברג) (8 فبراير 1916 - 21 أغسطس 1985) هو قائد عسكري إسرائيلي ومدير مصنع لشركات إسرائيلية كبيرة. أصبح باحثًا في علم اللغويات، وعالمًا يتحدث سبع لغات، ومستكشفًا ومؤرخًا، ومؤلفًا لثلاثة كتب. ركزت أعماله البحثية على اللغزين الأكثر حيرة في التاريخ اليهودي: الخروج، وهي رحلة عبر الصحراء استمرت 40 عامًا قام بها الإسرائيليون من مصر إلى كنعان، والقبائل العشر المفقودة من إسرائيل، والتي لم يُعثر عليها أبدًا. زعم بحثه أنه أظهر أدلة على أن رحلة الخروج حدثت في شمال إفريقيا بما في ذلك نيجيريا، أرض يهود إيجبو، كما زعم أنه وجد أدلة تدعم نظرية الأصول المشتركة بين اليابانيين واليهود. تبلغ منشورات أعمال إيدلبيرج، من عام 1972 إلى عام 2015، "15 عملاً، في 35 إصدارًا، بثلاث لغات و153 مقتنيات مكتبة".